# Лозоватка (Компанеевская поселковая община)
Лозова́тка (укр. Лозуватка) — село в Компанеевской поселковой общине Кропивницкого района Кировоградской области Украины.
До 2020 года входило в Компанеевский район
Население по переписи 2001 года составляло 764 человека. Почтовый индекс — 28432. Телефонный код — 5240. Код КОАТУУ — 3522882301.